# منتخب إسبانيا لهوكي الجليد
منتخب إسبانيا الوطني لهوكي الجليد هو منتخب وطني يمثل إسبانيا في منافسات هوكي الجليد الدولية، بدأ منافساته في سنة 1923، نافس في بطولة العالم لهوكي الجليد 30 مرة، يحتل حالياً التصنيف الحادي والثلاثين على العالم.